# Chandler (Teksas)
Chandler je grad u američkoj saveznoj državi Teksas. Prema popisu stanovništva iz 2010. u njemu je živjelo 2.734 stanovnika.